# Rebel Moon – 1. rész: A tűz gyermeke
A Rebel Moon – 1. rész: A tűz gyermeke (eredeti cím: Rebel Moon – Part One: A Child of Fire) 2023-ban bemutatott amerikai sci-fi akciófilm, amelyet Zack Snyder rendezett. A főbb szerepekben Sofia Boutella, Djimon Hounsou, Ed Skrein, Michiel Huisman és Bae Doona látható.
Amerikában 2023. december 15-én a mozikban, míg Magyarországon 2023. december 22-én mutatták be a Netflixen.

## Cselekmény
Atticus Noble, a militarista Imperium szadista admirálisa az Anyavilág, az évszázadok óta tartó hódítások és háborúk által táplált csillagközi birodalom nevében érkezik a Veldt elmaradott holdjára. Elmagyarázza, hogy csapatai a Devra és Darrian testvérek által vezetett lázadók bandájára vadásznak, és felajánlja, hogy megvásárolja a falu felesleges gabonáját. A falu vezetője, Sindri visszautasítja az ajánlatot, azt állítva, hogy alig van elég a túléléshez. Egy földműves, Gunnar ellentmond Sindri állításának, és jelzi, hogy a falunak lehet némi feleslege. Nemes megöli Sindrit, és megparancsolja Gunnarnak, hogy tíz hét múlva készítsen nekik gabonát, amiből a falunak nem maradna a túléléshez elegendő. Noble távozik, és egy maroknyi katonát és egy "Jimmy" nevű robotot hagy hátra, hogy felügyelje az aratást. Miután egy társa zaklatja, Jimmy elkezd önállóvá válni. Az egyik falubeli, Kora rájön, hogy a többi katona túszként tart fogva egy másik falubelit, aki megerőszakolni készül, és a katonáktól disszidáló Jimmy segítségével megöli őket. Kora figyelmezteti a falusiakat, hogy Noble lemészárolja a falut, amint visszatér, hacsak nem szerveznek védekezést.
Kora és Gunnar Providence kikötővárosba indul, hogy harcosokat toborozzon a falu védelmére, köztük Titus-t, az Imperium kegyvesztett tábornokát. Útjuk során a lány elárulja Gunnarnak, hogy egykor az Imperium katonájaként szolgált, miután Balisarius, az Imperium parancsnoka örökbe fogadta és Arthelaisra keresztelte át, miután megölte a családját és kiirtotta a szülőbolygója lakosságát. Az Anyavilág hercegnőjének, Issa-nak a testőre lett, akitől azt várták, hogy véget vet az Imperium hódításainak. Nem tudta megvédeni Issa-t a koronázásakor, amikor a királyi családot meggyilkolták, és Balisarius ezt követően régensnek nyilvánította magát, mielőtt megújította volna hódításait.
Providence-be érkezve a páros találkozik a csempész és bűnöző Kai-val, aki beleegyezik, hogy elvigye őket Titus toborzásához. Útközben Kai elvezeti őket két további harcoshoz: Tarakhoz, a vadállatszelídítőhöz és Nemesishez, a kibernetikával feljavított, tehetséges kardforgatóhoz. A csoport egy távoli holdon egy gladiátorarénába érkezik, ahol Titus részeg kábulatban találja őket. Titus eleinte visszautasítja, de miután Kora azt javasolja, hogy álljon bosszút az elesett katonáiért, beleegyezik, hogy csatlakozzon hozzájuk. Gunnar korábbi, Véresbárdúékkal való kapcsolatát felhasználva ezután megérkeznek a Sharaan bolygóra, hogy találkozzanak velük és a lázadásukkal, azzal a szándékkal, hogy beszervezzék őket. Darrian beleegyezik a falu védelmébe, és magával visz egy maroknyi lázadót, köztük Milliust is, míg Devra és a lázadás többi tagja elhagyja a Sharaan-t. Miután elhagyják Sharaan-t, megérkezik Noble, és kiirtja a lakosságot, büntetésül azért, mert segítettek a lázadóknak.
Kai elmondja Korának, hogy a lány törekvése arra késztette, hogy felhagyjon a csempészként folytatott illegális életével, és hogy még egy utolsó szállítmányt kell leadnia, hogy maga mögött hagyja ezt az életet. Elviszi a csoportot egy kereskedőállomáshoz, ahová Noble hajója érkezett, és Gunnar kivételével visszatartja őket, elárulja őket Noble-nek, és elárulja, hogy mindig is ezt akarta tenni a fejükre kitűzött vérdíj miatt. Noble azonosítja Kora, Tarak, Nemesis és Titus történetét: Kora és Titus mint dezertőrök, Tarak mint bűnöző és egykori herceg, Nemesis pedig mint több birodalmi tiszt gyilkosa, aki bosszút állt a meggyilkolt gyermekeiért. Kai azt követeli, hogy Gunnar bénítsa meg Korát; Gunnar ehelyett kiszabadítja őt, és megöli Kai-t. A többi harcos is megszabadul a bilincsektől. Az ezt követő csatában Darrian meghal, Kora pedig megöli Noble-t. Ezután a túlélő harcosok együtt térnek vissza Veldtbe, Jimmy pedig messziről figyeli őket a faluba vezető úton.
Noble holttestét az Anyavilág erői találják meg, és feltámasztják, miután egy asztrális síkon Balisariusszal beszélgetett, aki azt követeli, hogy Noble vessen véget az ellene irányuló lázadásnak, és élve hozza el neki Korát, hogy ő maga végezhesse ki.

## Szereplők
| Szerep             | Színész                                 | Magyar hang        | Leírás |
| ------------------ | --------------------------------------- | ------------------ | --- |
| Kora / Arthelais   | Sofia Boutella                          | Pálmai Anna        | Az Imperium egykori katonája, aki harcosokat gyűjt össze a galaxis minden részéből, hogy harcoljanak az Anyavilág ellen. |
| Titus              | Djimon Hounsou                          | Galambos Péter     | Az Imperium egykori tábornoka, akit az Anyavilág elleni harc vezetésére szerveztek be.                                   |
| Atticus Noble      | Ed Skrein                               | Szatory Dávid      | Admirális és Balisarius jobbkeze.                                                                                        |
| Gunnar             | Michiel Huisman                         | Simon Kornél       | Farmer, aki titokban szerelmes Kora-ba, aki csatlakozik hozzá, hogy megvédje szülőbolygóját, Veldt-et.                   |
| Nemezis            | Bae Doona                               | Zsigmond Tamara    | Kiborg kardmester. |
| Darrian Véresbárdú | Ray Fisher                              | Gacsal Ádám        | Harcos és Devra bátyja, akit Kora toborzott.                                                                             |
| Jimmy              | Dustin Ceithamer Anthony Hopkins (hang) | Fodor Tamás        | A mechanikus lovagok fajának utolsó tagja                                                                                |
| Tarak              | Staz Nair                               | Ember Márk         | Nemesemberből lett kovács, aki képes kapcsolatot teremteni a természet állataival.                                       |
| Balisarius         | Fra Fee                                 | Kovács Lehel       | Zsarnok és Kora nevelőapja, aki átvette az irányítást az Anyavilág felett.                                               |
| Devra Véresbárdú   | Cleopatra Coleman                       | Nemes Takách Kata  | Darrian húga és az Anyavilággal szembeszálló lázadók csoportjának vezetője.                                              |
| Den                | Stuart Martin                           | Papp Dániel        | Helyi gazda, vadász és Kora volt barátja.                                                                                |
| Hagen              | Ingvar Sigurdsson                       | Sztarenki Pál      | Kora barátja, aki segített neki újjáépíteni az életét, miután elhagyta az Imperiumot.                                    |
| Cassius            | Alfonso Herrera                         | Nagy Sándor        | Noble csapatának harcosa.                                                                                                |
| Király             | Cary Elwes                              | Lux Ádám           | |
| Királynő           | Rhian Rees                              |                    | |
| Millius            | E. Duffy                                | Nagy Katica        | Lázadó harcos Devra parancsnoksága alatt.                                                                                |
| Harmada            | Jena Malone                             | Bogdányi Titanilla | Pókszerű humanoid idegen.                                                                                                |
| Aris               | Sky Yang                                | Baráth István      | Fiatal anyavilági katona, aki szembeszáll bajtársai brutalitásával.                                                      |
| Sam                | Charlotte Maggi                         | Rudolf Szonja      | Vízilány, aki szívélyesen fogad minden kívülállót, aki a falujába jön.                                                   |
| Sindri             | Corey Stoll                             | Makranczi Zalán    | Vezető a Veldt-en. |
| Marcus             | Greg Kriek                              | Dévai Balázs       | Anyavilági katona, aki élvezi a kegyetlenséget.                                                                          |
| Faunus             | Brandon Auret                           | Szakács Tibor      | |
| Hickman            | Ray Porter                              | Borbiczki Ferenc   | Gazda, akinek Tarak köszönettel tartozik.                                                                                |
| Levitica királya   | Tony Amendola                           | Kajtár Róbert      | Idegen király, aki menedéket nyújt a Véresbárdúaknak.                                                                    |
| Dash Thif          | Dominic Burgess                         | Kapácsy Miklós     | |

### Magyar változat
- Magyar szöveg: Blahut Viktor
- Hangmérnök és vágó: Wünsch Attila
- Gyártásvezető: Vigvári Ágnes
- Szinkronrendező: Szalay Csongor
- Produkciós vezető: Fekete Márk

A szinkront a Direct Dub Studios készítette el.

## A film készítése
A Rebel Moont Kuroszava Akira művei, a Csillagok háborúja-filmek és a Heavy Metal magazinok inspirálták; a logó az utóbbiak előtt tiszteleg. Snyder eredetileg a főiskolán fogalmazta meg a film ötletét, mielőtt 1997-ben Johnstaddal megbeszélte volna a témát.
Snyder ezután Star Wars-filmként vetette fel a Lucasfilmnek, nem sokkal azután, hogy 2012-ben eladták a The Walt Disney Company-nak. Az ötletét videojátékként és filmként is felvetette a Warner Bros. Picturesnek "néhányszor". A projektet egy időben Snyder és Eric Newman producer eredeti tévésorozatnak tervezte, mielőtt filmként felvetette volna a Netflixnek.
Miután a Netflix Films elnöke, Scott Stuber aggódott, hogy a projekt a hossza miatt alulteljesítene, Snyder, mivel nem akarta "elveszíteni az összes karaktert", úgy döntött, hogy két részre osztja a filmet.

### Forgatás
A forgatás 2022. április 19-én kezdődött, és Snyder még aznap megosztotta az első forgatási képeket a Twitteren.A film készítése december 2-ig tartott.